# 神道天心流
神道天心流（しんとうてんしんりゅう）は、上野貴が大倉伝浅山一伝流を基に空手や諸流の柔術の技を学んで再編成した戦後の日本武術の流派。戦後は天心古流と改称した。なお、当流では各武術の総称として拳法と称する。
上野貴は、小西康裕（神道自然流空手術開祖）、船越義珍（松濤館流空手道開祖）、摩文仁賢和（糸東流空手道開祖）などの空手家と交流を持った。そして、空手で基礎を作り、その後に柔術などに進む稽古体系を採用した。逆に、摩文仁賢和は神道天心流を学び、空手と併習することを門弟にも勧めた。
また、上野貴は杖術に優れ、その技は他流から「上野の杖」と恐れられた。
上野貴の弟子には、日森定雄、姉川勝義や佐藤金兵衛（中国拳法、大和道開祖）、初見良昭（戸隠流忍法を称する）、竹内信義（武風流骨法を称する）らがいる。
初代
上野貴
二代
佐藤金兵衛（大和道）　日森定雄　姉川勝義（天心古流）　竹内信義（鬼角斎）　初見良昭（武神館流）
三代